# Comtat de Hattuaria

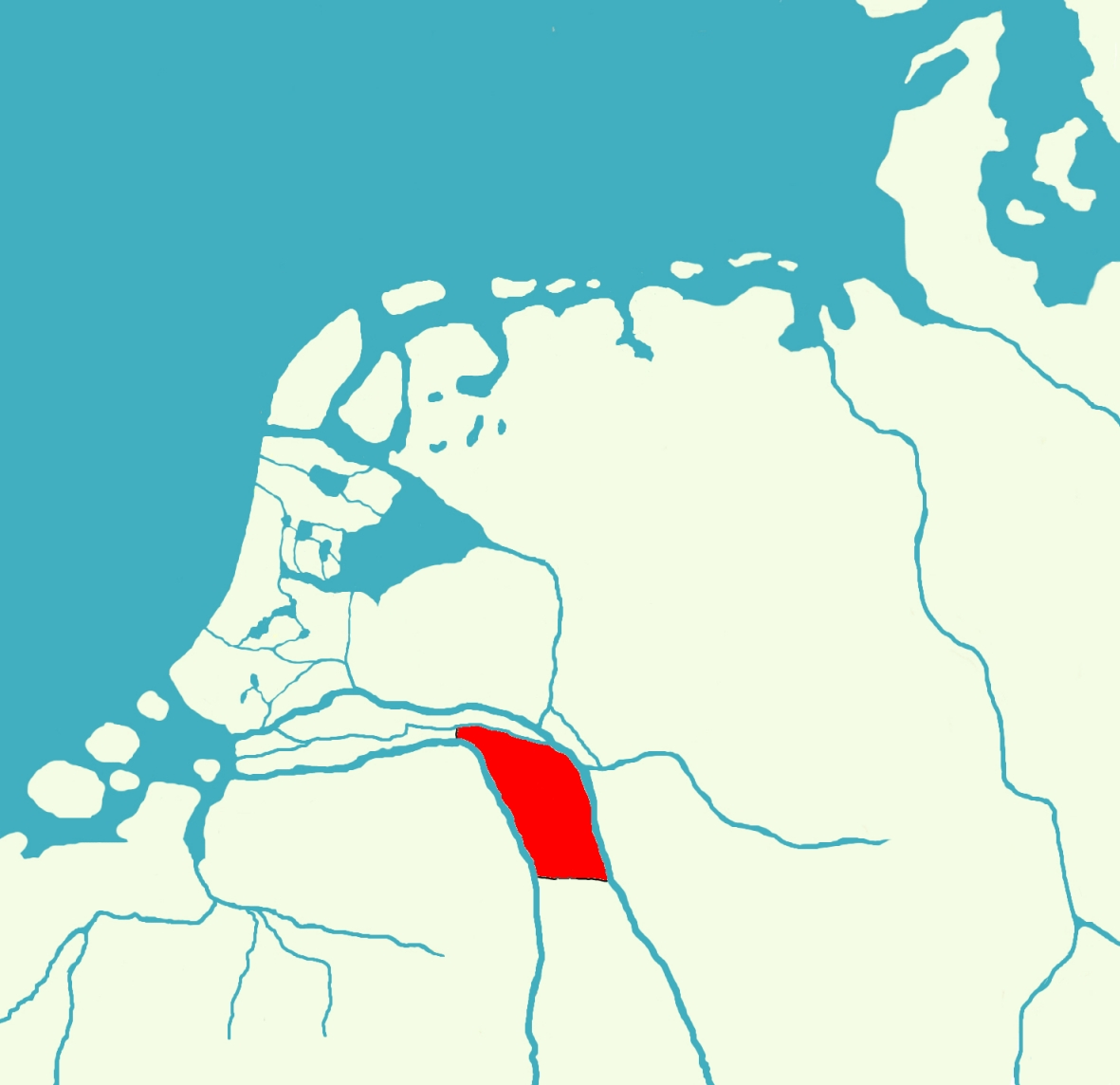
El Hattuariergau entre el Mosa i el Baix Rin a l'Imperi Franc

El comtat de Hattuaria fou una jurisdicció feudal del Sacre Imperi entre els rius Mosa i Rin al nord del pagus de Moilla, als dos costats del riu Niers i al sud del pagus de Tubalgo. El Hattuariergau fou una regió històrica d'administració comtal a l'alta edat mitjana, a l'imperi carolingi; depenia de la comarca del Rin Inferior (Niederrhein) i se situava a dreta i esquerra del Niers. Els seus llocs més importants eren Geldern, Gennep i Xanten. Al sud tenia la comarca de Mühlgau. El Hattuariergau apareix mencionat al Tractat de Meerssen l'any 870. El nom deriva de la tribu franca dels hattuarier (llatí chattuarii).
Comtes al Hattuariergau foren:
- Godofreu, sogre del billúngida Wichmann III i oncle del comte Balderic de Drenthe
- Gerard Flamens, † 1082, comte al Ruhrgau 1057, comte al Hattuariergau 1067

El primer comte esmentat fou Erenfred que era fill d'Ebererard comte de Keldachgau i comte de Bonn (vers 913-940). Europäische Stammtafeln l'anomena Erendred II i el fa fill d'un Erenfred I. Apareix com a comte de Zulpich en carta datada el 24 de gener del 942 que fa referència a propietats a Zulpich (pagus Tulpiacense) al "comtat del comte Erenfred" (Erinfridi). Com a comte de Bonn apareix en cartes del 945 i del 15 de gener del 947; com a comte de Hattuaria apareix en confirmació de privilegis d'Otó I el 4 de maig del 947; com a comte de Tubalgo en confirmació de privilegis d'Otó I el 4 d'agost del 947; i com a comte de Ruhr-Keldachgau en carta del 950 referida al lloc de Hubbeliath, a l'est de Düsseldorf. Va morir vers el 970. El següent comte fou Godofred I del que només se sap que fou el pare de Godofred II que el va succeir al comtat. Godofred I va tenir una germana que fou la mate de Baldric, comte de Drenthe esmentat en carta del 12 de setembre del 1008 i mort el 5 de juny de 1021, tronc dels comtes de Drenthe. Una germana de Godofred II es va casar amb Wichman III, mort el 9 d'octubre de 1016, fill d'Egbert I de la família dels billúngides de Saxònia.
El 1033 l'emperador va concedir Wassenberg a un noble exiliat procedent d'Anthonium (Antoign) de nom Gerard de malnom Flamens; el seu germà Roger va rebre Clive (Clèveris). Gerard va rebre el títol comtal i fou el primer comte de Wassenberg. Va governar el pagus de Hattuaria i va tenir un fill anomenat Dieteric Flamens; va morir el 1082 i el país fou ocupat per un Godofreu potser el comte d'Amblavia (Hamaland?). El seu fill Gerard II Flamens va recuperar part de Wassenberg (Hattuaria) i en fou reconegut comte el 1087, i el 1096 fou nomenat com a comte (Gerard I) de Gueldre (el comtat de Gueldre s'havia creat pocs anys abans). La part sud formà la senyoria de Heinsberg que va quedar en mans de Gosuí (Goswin) germà de Gerard (1085) i hauria governat fins al 1104 sent el tronc dels senyors de Heinsberg. Un tercer germà, Enric apareix com a senyor de Krieckenbeck fins al 1138. La resta del comtat, el nord-est, va acabar en mans dels comtes de Clèveris. El pagus de Moilla, de situació incerta, si el van governar, va quedar per l'arquebisbat de Colònia.

## Llista de comtes
- Erenfred, vers 940-970
- Godofred I 970-?
- Godofred II ?-vers 1033
- Gerard I Flamens 1033-1053
- Dieteric o Thierry Flamens 1053-1082
- Godofred d'Amblavia (Hamaland?) 1802-1087
- Conrad II Flamens 1087-1096
- El 1096 és nomenat comte de Gueldre (Gerard I Flamens) i reuneix els dos territoris com a comtat de Gueldre.